# Bombylella delicata
Bombylella delicata är en tvåvingeart som först beskrevs av Christian Rudolph Wilhelm Wiedemann 1830.  Bombylella delicata ingår i släktet Bombylella och familjen svävflugor. Inga underarter finns listade i Catalogue of Life.